# Double data rate
Pour les articles homonymes, voir DDR.

Comparaison des moments de transfert des données en single data rate, double data rate et quad data rate.

Un bus informatique ou une mémoire fonctionnant en double data rate (« débit de données double »), ou DDR, transfère les données à la fois sur le front montant et sur le front descendant des impulsions d'horloge, ce qui a pour effet de doubler le débit du bus en évitant les problèmes de synchronisation (timing skew).
La technique de DDR est utilisée pour différents bus et mémoires tels que :
- Front side bus ;
- Ultra 3 SCSI ;
- bus AGP ;
- DDR SDRAM.

L'évolution du DDR est passée au quad data rate. Le Pentium 4 d'Intel, par exemple, utilise cette technique pour arriver à 800 MT/s (200 MHz × 4), 1 066 MT/s (266 MHz × 4), ou 1 333 MT/s (333 Mhz × 4). Avec une largeur de bus de 64 bits (8 octets), cela donne des débits théoriques de 200 MHz × 4 × 8 (Octets) = 800 MT/s × 8 (Octets) = 6,4 Go/s à 10,664 Go/s. De la même façon, le bus des microprocesseurs pour socket 754 et socket 939 d'AMD utilise respectivement le « double-pumped » et le dual « double-pumped » (Dual Channel). 
Un remplacement au doublement ou au quadruplement est de faire en sorte que les connexions s'auto-synchronisent (self-clocking). Cette option a été choisie par les concepteurs des bus Infiniband et PCI Express.
Il est souvent difficile de connaître la vitesse réelle d'un matériel DDR. Certains évoquent la fréquence d'horloge et d'autres se réfèrent au nombre de transferts par seconde. Il est moins ambigu de parler de la bande passante brute d'un bus car cela prend aussi en compte la largeur du bus : ainsi, une mémoire DDR SDRAM fonctionnant à une fréquence d'horloge de 100 MHz avec une vitesse de transfert équivalente à une SDR SDRAM fonctionnant à 200 MHz est appelée DDR-200 et PC-1600, si on se réfère à la bande passante (voir DDR SDRAM). Toutefois, cela ne prend pas en compte le protocole de gestion du bus et le temps de latence, éléments qui peuvent pourtant réduire la bande passante effective à une fraction de la bande passante brute.